# HOPX
HOPX‏ (HOP homeobox) هوَ بروتين يُشَفر بواسطة جين HOPX في الإنسان.